# له (مجارستان)
له (به مجاری:  Léh) یک منطقهٔ مسکونی در مجارستان است که در بورشود-آبااوی-زمپلن واقع شده‌است. له ۸٬۴۵ کیلومتر مربع مساحت و ۴۰۱ نفر جمعیت دارد.